# 三枝義浩
三枝 義浩（さえぐさ よしひろ、1967年 - ）は、日本の漫画家。代表作に『キムンカムイ』。
2008年よりペンネームを奥井 義浩（おくい よしひろ）に変更しネット配信漫画を執筆している。

## 来歴・人物
1989年、講談社の漫画雑誌『マガジンSPECIAL』掲載の『毎度ラーメン屋です』でデビュー。『毎度ラーメン屋です』はコメディタッチの作品だった。長期連載作品として『毎度ラーメン屋です』と『キムンカムイ』のほか、1～2話完結の実話をもとに描いたドキュメントシリーズを『週刊少年マガジン』上で定期的に執筆しており、その内容は反戦運動を主体とした戦争作品と医療・福祉・環境系をテーマにした作品などである。

## 作品リスト

### 連載作品
「三枝義浩」名義
- 毎度ラーメン屋です（1989年 - 1991年、マガジンSPECIAL、講談社）
- キムンカムイ（1999年、週刊少年マガジン、講談社）

「奥井義浩」名義
- ソルジャー・ドクター（2008年　ネット配信　リンクスタッフ）
- 研修医物語（2012年　ネット配信　レジコミュ）
- ケンシュー（2014年　ネット配信　レジコミュ）連載中

### ドキュメント作品
全作品「三枝義浩」名義で執筆している。
ここでは単行本のタイトルについて記述する。雑誌上のタイトルは週刊少年マガジン連載作品の一覧#ドキュメント系を参照。
- チェルノブイリの少年たち（1992年）
- AIDS―少年はなぜ死んだか（1993年）
- 埋もれた楽園―谷津干潟・ゴミと闘った20年（1993年）
- 太陽の仲間たちよ―身体障害者とある医師の挑戦（1994年）
- 歩けアイメイト―盲導犬（1995年）
- AIDS 2―告げられなかった真実（1996年）
- 出口のない海―人間魚雷回天特攻作戦の悲劇（1996年）
- 語り継がれる戦争の記憶 (1) （1995年）
- 語り継がれる戦争の記憶 (2) （1997年）
- 語り継がれる戦争の記憶 (3) （1998年）
- 汚れた弾丸―劣化ウラン弾に苦しむイラクの人々 / アフガニスタンで起こったこと―不屈の医師 中村哲物語（2004年）
- ネルソンさん、あなたは人を殺しましたか? / 東京大空襲 リンゴの歌（2005年）